# モゴトン山
モゴトン山（スペイン語、Pico Mogotón）は、アメリカ大陸中部（いわゆる中央アメリカ）に存在する、山の1つである。

## 概要
モゴトン山は、北緯13度45分47秒 西経86度23分54秒 / 北緯13.76306度 西経86.39833度座標: 北緯13度45分47秒 西経86度23分54秒 / 北緯13.76306度 西経86.39833度付近に位置している

。
この山は、ニカラグアのヌエバ・セゴビア県の北端部、かつ、ホンジュラスのエル・パライソ県の南端部に当たる。つまり、この山はニカラグアとホンジュラスとの国境となっている。なお、この山の山頂の標高は、約2106mである

。
そして、この場所がニカラグア国内において最も標高の高い地点であり、かつ、ホンジュラスのエル・パライソ県においても州内で最も標高の高い地点である

。
ちなみに、ホンジュラス国内における最も標高の高い場所は、レンピーラ県にあるミナス山（約2870m）である。